# Hyein
Lee Hye-in (en coreano: 이혜인; Incheon, 21 de abril de 2008), conocida monónimamente como Hyein, es una cantante y modelo surcoreana. Comenzó su carrera musical en 2017 a los nueve años como miembro del grupo de chicas infantil surcoreano U.sso Girl, y después, en 2020, al grupo mixto infantil surcoreano Play With Me Club. Más tarde, tras dejar Play With Me Club en 2021, debutó como miembro del grupo femenino surcoreano NewJeans, formado por ADOR en julio de 2022.

## Biografía y carrera

### 2008-2019: Primeros años y carrera como modelo
Lee Hye-in nació el 21 de abril de 2008 en Incheon, Corea del Sur. Hyein asistió a la Escuela Primaria Munhak, pero abandonó los estudios poco después de tomar el examen de calificación de la escuela. Como modelo infantil, trabajó como séptima modelo para la marca de gorras snapback PRANKERS en agosto de 2019. Posteriormente, Hyein caminó por la pasarela a los once años durante la Semana de la Moda Mercedes-Benz de 2019 celebrada en Moscú, Rusia, en octubre. En diciembre, ganó el gran premio Little Look of the Year 2019, un concurso para modelos infantiles. Desde entonces, Hyein ha trabajado como modelo publicitaria para marcas como Tara & Co. y No Brand de E-mart.

### 2017-2021: U.SSO Girl y Play With Me Club
En julio de 2017, Hyein fue anunciada como miembro del grupo de chicas infantil U.sso Girl junto a Rora de BabyMonster, bajo el nombre artístico de U.Jeong. El grupo debutó el 7 de noviembre de 2017, con su primer sencillo digital, "Go Go Sing". Hyein luego dejaría el grupo en 2018.
El 11 de enero de 2019, se reveló que era miembro del grupo mixto infantil Play With Me Club. El grupo hizo su debut con el primer sencillo digital, "Let's Play", el 16 de diciembre de 2020. Durante este período, hizo una aparición en el programa de televisión infantil de EBS Live. Talk! Talk! Boni Hani! como miembro del grupo de baile mixto SIXDANCE. Hyein, junto con su compañera Chang-hyeon, se graduó del grupo en mayo de 2021.

### 2022-presente: Debut en NewJeans y trabajos en solitario

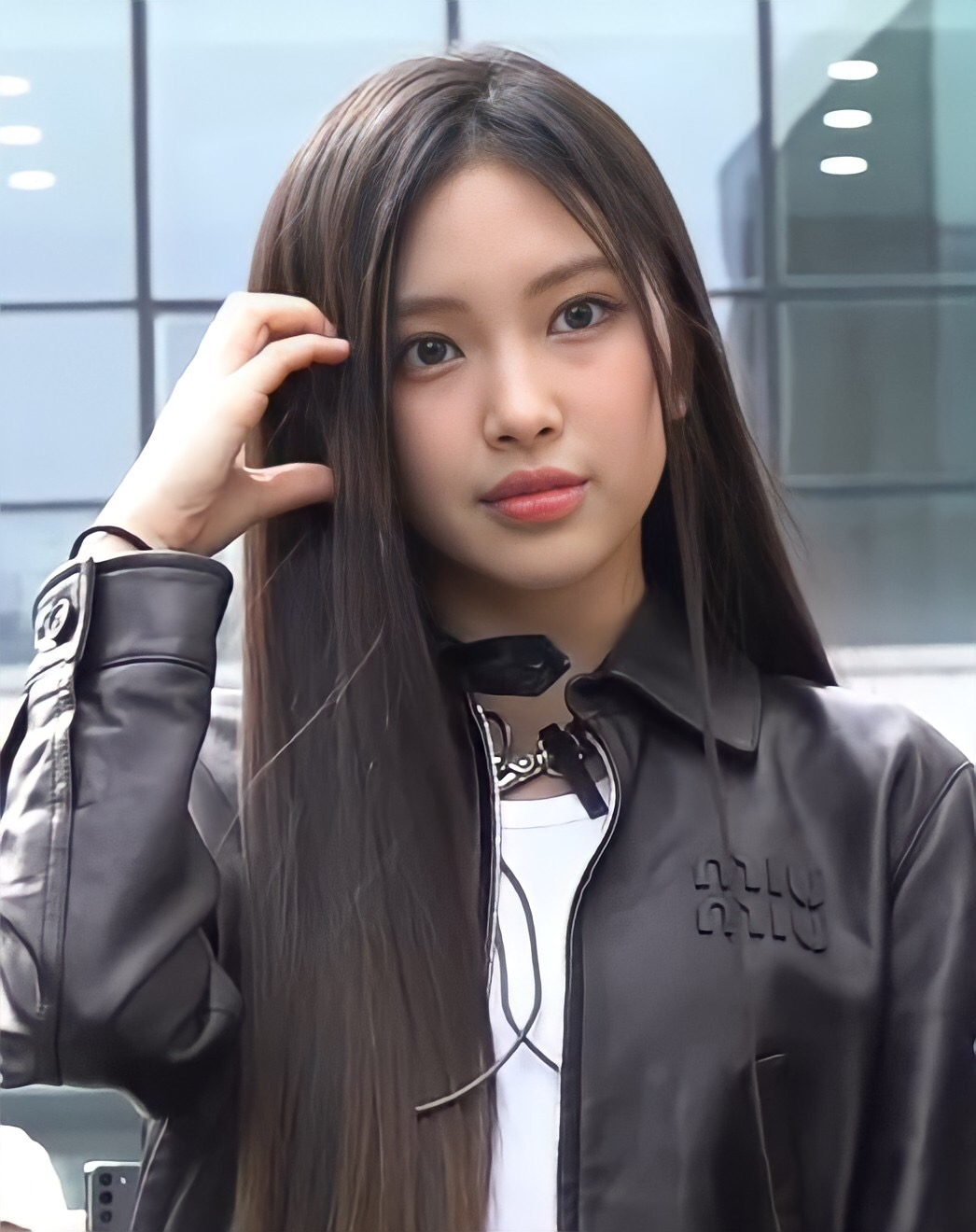
Hyein en agosto de 2022

El 1 de julio de 2022, ADOR adelantó el lanzamiento de su primer grupo femenino NewJeans, al publicar tres videos animados de los números "22", "7" y "22" en sus cuentas de redes sociales, lo que alimentó la especulación de que el contenido se lanzaría el 22 de julio. Hyein debutó junto al grupo con el video musical para su sencillo debut "Attention" el 22 de julio de 2022, que fue lanzado por sorpresa sin ninguna promoción previa o información sobre los miembros del grupo.
En febrero de 2024, Hyein apareció junto con el cantante Wonsun Joe en la canción "Shh..." de The Winning, el sexto EP de la cantautora IU.

## Respaldos
El 30 de diciembre de 2022, Louis Vuitton anunció a Hyein como una de sus nuevas embajadoras globales de la casa, convirtiéndose en la embajadora más joven de la marca a los 14 años. También ha asistido a la Semana de la Moda de París representando a Louis Vuitton. En abril de 2023, Hyein se convirtió en la chica más joven en aparecer en la portada de Harper's Bazaar Korea.

## Discografía

### Canciones en solitario
| Título                                              | Año  | Posiciones más altas en el gráfico | Álbum       |
| Título                                              | Año  | COR                                | Álbum       |
| --------------------------------------------------- | ---- | ---------------------------------- | ----------- |
| "Shh..." (IU feat. Hyein, Wonsun Joe and Patti Kim) | 2024 | 20                                 | The Winning |

## Videografía

### Videos musicales
| Título                                              | Año                    | Director(es)           | Ref.                   |
| Como artista destacado                              | Como artista destacado | Como artista destacado | Como artista destacado |
| --------------------------------------------------- | ---------------------- | ---------------------- | ---------------------- |
| "Shh..." (IU feat. Hyein, Wonsun Joe and Patti Kim) | 2024                   | Hwang Soo-ah           | [ 22 ]                 |

### Apariciones en videos musicales
| Año  | Título        | Artista(s) | Ref.   |
| ---- | ------------- | ---------- | ------ |
| 2019 | "Give Me Dat" | Argon      | [ 23 ] |

## Filmografía

### Trabajo como presentadora
| Año  | Título           | Notas                         | Ref.   |
| ---- | ---------------- | ----------------------------- | ------ |
| 2023 | K-pop Super Live | con Gong Myung y Yuna de Itzy | [ 24 ] |